# Польська правда
«Польська правда» (інша назва — Ельблонзька книга, пол. Księga elbląska) — найдавніший збірник польського звичаєвого права, який ще називають польським правом.
В історичній літературі документ отримав назву «Польська правда». Рукопис знайдено 1868 р. в м. Ельблонг (звідси ще одна назва пам'ятки), де він зберігався у міському архіві до Другої світової війни (1939—1945 рр.). Під час війни його було втрачено. «Польське право» написано старонімецькою мовою у середині ХІІІ ст., ймовірно, для хрестоносців, під пануванням яких у той час перебувала Хелмноська земля. Перше друковане видання збірника здійснено 1869 р.
«Польська правда» укладена на основі відповідей, записаних хрестоносцями під час опитування місцевих жителів. Дослідниками доведено, що запис повністю відповідає старому польському праву. Німецький укладач збірника вказує на польське право як загальне для всіх польських земель. «Польська правда» складається з передмови і 29 статей, які стосуються різних галузей права. Передмова римована, вона оповідає історію права «від створення світу» до моменту появи пам'ятки. Статті об'єднані в 4 частини (право любецьке, право старопрусське, право старопольське і німецько-прусський словник). У них ідеться про правоустрій Польщі ХІІІ ст.: кримінальне, цивільне та сімейне право тощо. «Польська правда» характеризує соціальний, політичний і господарський розвиток країни, фіксує різне майнове становище основних станів польського феодального суспільства.
«Польська правда» є цінним джерелом для вивчення звичаєвої системи права середньовічної Польщі, а також інших слов'янських народів.

## Джерело
- Б. Й. Тищик. Польська правда // Юридична енциклопедія : [у 6 т.] / ред. кол.: Ю. С. Шемшученко (відп. ред.) [та ін.]. — К. : Українська енциклопедія ім. М. П. Бажана, 2002. — Т. 4 : Н — П. — 720 с. — ISBN 966-7492-04-4.
- Винавер М. Исследование памятника польского обычного права XIII века, написанного на немецком языке. — Варшава: типография К. Ковалевского, 1888.